# La Défense
La Défense (francoska izgovorjava [la de.fɑ̃s]) je glavno poslovno okrožje v Franciji, ki je 3 kilometre zahodno od meja mesta Pariz. Je del pariškega metropolitanskega območja v regiji Île-de-France, v departmaju Hauts-de-Seine v občinah Courbevoie, La Garenne-Colombes, Nanterre in Puteaux.
La Défense je največja evropska namensko zgrajena poslovna četrt, ki obsega 560 hektarjev za 180.000 dnevnih delavcev, z 72 stavbami iz stekla in jekla (od tega je 19 dokončanih nebotičnikov) in 3.500.000 kvadratnimi metri pisarniških prostorov. Okoli Grande Arche in esplanade (»le Parvis«) je La Défense veliko najvišjih stolpnic pariškega mestnega območja. Les Quatre Temps, veliko nakupovalno središče v kraju La Défense, ima 220 trgovin, 48 restavracij in kino s 24 dvoranami.
Okrožje je na skrajnem zahodnem koncu 10 kilometrov dolge Axe historique (»zgodovinske osi«) Pariza, ki se začne pri Louvru v osrednjem Parizu in se nadaljuje vzdolž Elizejskih poljan, daleč onstran Arc de Triomphe vzdolž Avenue de la Grande Armée, preden doseže vrhunec pri La Défense. Središče okrožja je obvozna avtocesta, ki prečka departmajske občine Hauts-de-Seine Courbevoie, La Garenne-Colombes, Nanterre in Puteaux. La Défense je predvsem poslovno okrožje in gosti 25.000 stalnih prebivalcev in 45.000 študentov. La Défense vsako leto obišče 8.000.000 turistov in ima muzej na prostem.

## Zgodovina
La Défense je poimenovana po kipu La Défense de Paris Louis-Ernesta Barriasa, ki je bil postavljen leta 1883 v spomin na vojake, ki so branili Pariz med francosko-prusko vojno.
Septembra 1958 je bila zgrajena javna ustanova za postavitev stavb La Défense (EPAD) (med katerimi je bil prvi stolp Esso), ki je začela počasi nadomeščati mestne tovarne, barake in celo nekaj kmetij. Center novih industrij in tehnologij (CNIT) je bil zgrajen in prvič uporabljen leta 1958. Vsi ti nebotičniki »prve generacije« so bili po videzu zelo podobni, omejeni na višino 100 metrov. Leta 1966 je bil Nobelov stolp prvi pisarniški nebotičnik, zgrajen na tem območju. Leta 1970 je bila odprta železniška proga RER linije A od La Défense do Étoile.Leta 1974 je bila podpisana pogodba za hitri vlak na zračni blazini Défense-Cergy, ki je bila kmalu opuščena.
V začetku 1970-ih je zaradi velikega povpraševanja začela nastajati druga generacija stavb, vendar je gospodarska kriza leta 1973 skoraj ustavila vso gradnjo na tem območju. Tretja generacija stolpov se je začela pojavljati v zgodnjih 1980-ih. Največje nakupovalno središče v Evropi (takrat), Quatre Temps, je bilo ustanovljeno leta 1981. Leta 1982 je EPAD objavil natečaj Tête Défense za iskanje spomenika za dokončanje Axe historique, ki je na koncu pripeljal do izgradnje Grande Arche na zahodnem koncu četrti. V istem obdobju so bili zgrajeni hoteli, CNIT je bil prestrukturiran in leta 1992 je bila linija 1 pariške podzemne železnice podaljšana do La Défense, zaradi česar je bilo območje zlahka dostopno še večjemu delu mesta.
Na dan Bastilje leta 1990 je francoski elektronski skladatelj Jean-Michel Jarre na tem mestu uprizoril ambiciozen koncert, pri čemer je uporabil Grande Arche in tri stolpe na tem območju kot projekcijska platna ter zgradil piramidasti oder nad cesto. Brezplačni koncert, poimenovan preprosto Paris la Defense, je privabil dva milijona gledalcev, ki so segali vse do Slavoloka zmage. S tem je presegel Jarrejev prejšnji svetovni rekord za največjo udeležbo na glasbenem koncertu. Po Jeanu Michelu Jarru sta nemški DJ Sash! in pevec La Trec pri La Défense posnela videospot za svojo pesem Stay leta 1997.
Po zastoju v novem razvoju sredi 1990-ih se La Défense ponovno širi in je zdaj največje namensko zgrajeno poslovno okrožje v Evropi.
Pomembne korporacije s sedežem v La Défense so Neuf Cegetel, Société Générale, TotalEnergies, Aventis, Areva in Arcelor. Najvišji nebotičnik, Tour First, pripada AXA, zgrajen je bil leta 1974. Visok je 231 metro, ima 50 nadstropij in je najvišja naseljena stavba na območju Pariza (naziv, ki ga je prej nosil Tour Montparnasse, ki je bila najvišja naseljena stavba, dokler Tour First ni bil prenovljen med letoma 2007 in 2011, s čimer je dosegel trenutno višino s prejšnjih 159 metrov; najvišja zgradba v Parizu je Eifflov stolp).
9. septembra 2008 je La Défense praznoval svojo 50. obletnico z ogromnim ognjemetom.
Decembra 2005 je Bernard Bled, izvršni direktor in predsednik EPAD (La Defense Management & Development Office), napovedal ambiciozen 9-letni razvojni načrt, imenovan La Defense 2006–2015. Ta pomemben posodobitveni načrt mora okrožju dati novo razsežnost in se osredotoča na štiri glavne osi: obnoviti zastarele nebotičnike, omogočiti nove stavbe, izboljšati ravnovesje med pisarnami in stanovanjskimi hišami ter olajšati prevoz lokalnih zaposlenih od njihovih domov do mesta La Défense. Obstajajo 3 cilji: izgradnja 150.000 kvadratnih metrov pisarn v okviru projektov rušenja/ponovne gradnje, izgradnja 300.000 kvadratnih metrov pisarn v okviru novih projektov in izgradnja 100.000 kvadratnih metrov stanovanj.
Vlada je julija 2006 potrdila ta načrt, ki ga bi bilo treba izvesti okoli leta 2015. Utemeljujejo ga z močnim posestniškim pritiskom, ki je v prid gradnji novih nebotičnikov v bližini Pariza. Te konstrukcije imajo tudi to prednost, da so bolj ekonomične od majhnih zgradb. Vendar bo morala premagati nekaj težav: francosko gospodarstvo se sooča s kratkoročno upočasnitvijo; vlada poskuša znova uravnotežiti zaposlovanje v terciarnem sektorju v celotni regiji, ker La Défense danes koncentrira velik del teh delovnih mest; in promet je v okrožju že zasičen, medtem ko bi bilo potrebno veliko naložb za razširitev prometne infrastrukture.
Sprožil je odmevna mednarodna tekmovanja in/ali gradnjo več ključnih 300 do 320 metrov visokih nebotičnikov v slogu trajnostnega razvoja, kot so Tour Signal, Tour Phare, Hermitage Plaza in Tour Generali. Med omenjeno tiskovno konferenco decembra 2005 je EPAD javnosti predstavil dodelan 3D-animacijski film z naslovom "La Défense 2016".

## Specifikacije območja
- Razdeljen na 4 glavne sektorje
- 1400 hektarjev (5,7 km2)
- 3.500.000 kvadratnih metrov pisarn
- 1500 podjetij
- 180.000 zaposlenih
- 20.000 prebivalcev
- 210.000 kvadratnih metrov trgovin (vključno s 140.000 kvadratnih metrov nakupovalnim središčem Quatre Temps)
- 2600 hotelskih sob
- 310.000 kvadratnih metrov tlakov in pločnikov
- 110.000 kvadratnih metrov zelenja
- 60 modernih umetniških skulptur in spomenikov

- Ime okrožja izhaja iz kipa La Défense de Paris Louis-Ernesta Barriasa, ki spominja na pariški odpor med francosko-prusko vojno.
- Pogled s Slavoloka zmage ponoči
- Pogled z Eifflovega stolpa
- Trgovski center "Les Quatre Temps"
- Skylight tower.
- Zahodni del La Défense, kot je viden z Grande Arche.
- La Défense z vrha Grande Arche

## Muzej na prostem
Poleg reprezentativne arhitekture je na tem območju tudi muzej na prostem s 70 kipi in deli sodobne umetnosti, vključno z naslednjimi deli:
- César Baldaccini, Thumb (1965)
- Joan Miró, Two fantastic characters (1976)
- Alexander Calder, Red Spider (1976)
- Yaacov Agam, Fountain (1977)
- Richard Serra, Slat (1982)
- Shelomo Selinger, The Dance (1983)
- Bernar Venet, Two Indeterminate Lines (1988)
- Takis, Bright Trees (1990)
- Igor Mitoraj, Tindaro (1997)
- Emily Young, Four Heads (2002)
- Patrick Blanc, Green wall (2006)
- Louis-Ernest Barrias, La Défense de Paris (1883)
- François Morellet, La Défonce (1990)[7]
- Guillaume Bottazzi, Peinture de 216 m² (2014)[8]

- Guillaume Bottazzi,  Brez naslova, ok. 2014

### Dokončane stolpnice nad 100 m (1967–2023)
| Ime                                      | Zgrajeno  | Uporaba          | Višina | Višina  | Nadstropja | Občina     |
| Ime                                      | Zgrajeno  | Uporaba          | metrov | čevljev | Nadstropja | Občina     |
| Tour First (formerly tour AXA)           | 1974/2011 | office           | 231    | 758     | 50         | Courbevoie |
| Tour Hekla                               | 2022      | office           | 220    | 722     | 51         | Puteaux    |
| Tour Majunga                             | 2014      | office           | 194    | 636     | 47         | Puteaux    |
| Tour Total (Coupole)                     | 1985      | office           | 187    | 614     | 48         | Courbevoie |
| Tour T1 (T1)                             | 2008      | office           | 185    | 607     | 37         | Courbevoie |
| Tour Granite (Société Générale)          | 2008      | office           | 184    | 600     | 37         | Nanterre   |
| Tour Gan (formerly tour Gan)             | 1974      | office           | 179    | 587     | 42         | Courbevoie |
| Tour Areva                               | 1974      | office           | 178    | 584     | 44         | Courbevoie |
| Tour Saint-Gobain                        | 2020      | office           | 178    | 584     | 39         | Courbevoie |
| Tour D2                                  | 2014      | office           | 171    | 561     | 37         | Courbevoie |
| Tour Alicante (Société Générale)         | 1995      | office           | 167    | 548     | 37         | Nanterre   |
| Tour Chassagne (Société Générale)        | 1995      | office           | 167    | 548     | 37         | Nanterre   |
| Tour EDF                                 | 2001      | office           | 165    | 541     | 41         | Puteaux    |
| Tour Carpe Diem                          | 2013      | office           | 162    | 531     | 38         | Courbevoie |
| Cœur Défense                             | 2001      | office           | 161    | 528     | 40         | Courbevoie |
| Tour Alto                                | 2020      | office           | 160    | 525     | 38         | Courbevoie |
| Tour Adria (Technip)                     | 2002      | office           | 155    | 509     | 40         | Courbevoie |
| Tour Égée (Ernst&Young)                  | 1999      | office           | 155    | 509     | 40         | Courbevoie |
| Tour Ariane                              | 1975      | office           | 152    | 499     | 36         | Puteaux    |
| Tour Trinity                             | 2020      | office           | 151    | 495     | 32         | Courbevoie |
| Tour CBX (CBX)                           | 2005      | office           | 142    | 466     | 36         | Courbevoie |
| Tour Europlaza                           | 1995      | office           | 135    | 443     | 31         | Courbevoie |
| Tour Défense 2000                        | 1974      | residential      | 134    | 440     | 47         | Puteaux    |
| Tour Descartes (formerly tour Descartes) | 1988      | office           | 130    | 427     | 40         | Courbevoie |
| Tour Les Poissons                        | 1970      | mixed            | 129.5  | 425     | 42         | Courbevoie |
| Tour France                              | 1973      | residential      | 126    | 413     | 40         | Puteaux    |
| Tour Franklin                            | 1972      | office           | 120    | 394     | 33         | Puteaux    |
| Tour Sequoia (Bull, Cegetel, SFR)        | 1990      | office           | 119    | 390     | 33         | Puteaux    |
| Tour Winterthur                          | 1973      | office           | 119    | 390     | 33         | Puteaux    |
| Tour CGI (CB16)                          | 2003      | office           | 117    | 384     | 32         | Courbevoie |
| Tour Neptune                             | 1972      | office           | 113    | 371     | 28         | Courbevoie |
| Préfecture des Hauts-de-Seine            | 1974      | office           | 113    | 371     | 25         | Nanterre   |
| Grande Arche                             | 1989      | monument, office | 110    | 361     | 37         | Puteaux    |
| Tour Manhattan                           | 1975      | office           | 110    | 361     | 32         | Courbevoie |
| Tour Aurore                              | 1970      | office           | 110    | 361     | 29         | Courbevoie |
| Tour Eve                                 | 1975      | mixed            | 109    | 358     | 30         | Puteaux    |
| Tour Initiale                            | 1967      | office           | 109    | 358     | 30         | Puteaux    |
| L'archipel                               | 2021      | office           | 106    | 353     | 24         | Nanterre   |
| Tour Nuage 1, Tours Aillaud              | 1976      | residential      | 105    | 344     | 39         | Nanterre   |
| Tour Nuage 2, Tours Aillaud              | 1976      | residential      | 105    | 344     | 39         | Nanterre   |
| Tour Gambetta                            | 1975      | residential      | 104    | 341     | 37         | Courbevoie |
| Tour Cèdre                               | 1998      | office           | 103    | 338     | 26         | Courbevoie |
| Tour Opus 12                             | 1973      | office           | 100    | 328     | 27         | Puteaux    |
| Tour Athéna                              | 1984      | office           | 100    | 328     | 25         | Puteaux    |

### Prihajajoče visoke stavbe (2023–2027)
| Ime                         | Uporaba        | Višina | Višina  | Nadstropja | Občina     | Status             | Predviden rok rokončanja |
| Ime                         | Uporaba        | metrov | čevljev | Nadstropja | Občina     | Status             | Predviden rok rokončanja |
| The Link                    | office         | 244    | 801     | 52         | Puteaux    | under construction | 2025                     |
| Tours Sisters 1             | office         | 229    | 718     | 55         | Courbevoie | approved           | 2027                     |
| Tour des Jardins de l'Arche | office & hotel | 210    | 656     | 54         | Nanterre   | approved           | 2027                     |
| Tours C Odyssey             | office         | 187    | 613     | 42         | Courbevoie | approved           | 2026                     |
| Tours O Odyssey             | mix            | 174    | 570     | 33         | Courbevoie | approved           | 2026                     |
| Tours Sisters 2             | office         | 131    | 396     | 26         | Courbevoie | approved           | 2027                     |
| Tours D Odyssey             | mix            | 101    | 331     | ?          | Courbevoie | approved           | 2026                     |